# 77441 Jouve
77441 Jouve è un asteroide della fascia principale. Scoperto nel 2001, presenta un'orbita caratterizzata da un semiasse maggiore pari a 2,6232107 UA e da un'eccentricità di 0,1571485, inclinata di 13,30064° rispetto all'eclittica.
L'asteroide è dedicato al francese Jacques Jouve, uno dei costruttori dell'osservatorio dove è avvenuta la scoperta.